# Булон (Ил и Вилен)
Булон (фр. Baulon) насеље је и општина у северозападној Француској у региону Бретања, у департману Ил и Вилен која припада префектури Редон.
По подацима из 2011. године у општини је живело 1999 становника, а густина насељености је износила 79,9 становника/km². Општина се простире на површини од 25,02 km². Налази се на средњој надморској висини од 90 метара (максималној 124 m, а минималној 48 m).

## Демографија
| 1962. | 1968. | 1975. | 1982. | 1990. | 1999. | 2011. |
| ----- | ----- | ----- | ----- | ----- | ----- | ----- |
| 753   | 893   | 867   | 907   | 1.132 | 1.324 | 1.999 |

График промене броја становника у току последњих година